# Mimacmocera coerulea
Mimacmocera coerulea är en skalbaggsart som beskrevs av Stefan von Breuning 1960. Mimacmocera coerulea ingår i släktet Mimacmocera och familjen långhorningar. Inga underarter finns listade i Catalogue of Life.